# Ouffières
Ouffières est une commune française, située dans le département du Calvados en région Normandie, peuplée de 197 habitants.

## Géographie

### Localisation
La commune est au nord de la Suisse normande, sur les premières pentes du Massif armoricain. Son bourg est à 6 km au nord de Thury-Harcourt, à 11 km au sud d'Évrecy, à 13 km à l'est d'Aunay-sur-Odon, à 14 km à l'ouest de Bretteville-sur-Laize et 25 km au sud-ouest de Caen. Le village est traversé ou bordé par les ruisseaux de l'Aunay d'Ouffières et de Neumer, deux affluents de l'Orne , fleuve côtier bordant le territoire à l'est.
| Trois-Monts, La Caine                 | Goupillières                          | Goupillières                         |
| La Caine                              | Ouffières                             | Les Moutiers-en-Cinglais, Croisilles |
| Le Hom (comm. dél. de Curcy-sur-Orne) | Le Hom (comm. dél. de Curcy-sur-Orne) | Croisilles                           |

### Climat
Pour des articles plus généraux, voir Climat de la Normandie et Climat du Calvados.
En 2010, le climat de la commune est de type climat océanique franc, selon une étude du CNRS s'appuyant sur une série de données couvrant la période 1971-2000. En 2020, Météo-France publie une typologie des climats de la France métropolitaine dans laquelle la commune est exposée à un climat océanique et est dans la région climatique  Normandie (Cotentin, Orne), caractérisée par une pluviométrie relativement élevée (850 mm/a) et un été frais (15,5 °C) et venté. Parallèlement le GIEC normand, un groupe régional d’experts sur le climat, différencie quant à lui, dans une étude de 2020, trois grands types de climats pour la région Normandie, nuancés à une échelle plus fine par les facteurs géographiques locaux. La commune est, selon ce zonage, exposée à un « climat contrasté des collines », correspondant au Bocage normand, bien arrosé, voire très arrosé sur les reliefs les plus exposés au flux d’ouest, et frais en raison de l’altitude.
Pour la période 1971-2000, la température annuelle moyenne est de 10,4 °C, avec  une amplitude thermique annuelle de 12,7 °C. Le cumul annuel moyen de précipitations est de 810 mm, avec 12,9 jours de précipitations en janvier et 7,8 jours en juillet. Pour la période 1991-2020, la température moyenne annuelle observée sur la station météorologique la plus proche, située sur la commune de Fresney-le-Vieux à 8 km à vol d'oiseau, est de 10,8 °C et le cumul annuel moyen de précipitations est de 826,3 mm,. Pour l'avenir, les paramètres climatiques de la commune estimés pour 2050 selon différents scénarios d’émission de gaz à effet de serre sont consultables sur un site dédié publié par Météo-France en novembre 2022.

## Urbanisme

### Typologie
Au 1er janvier 2024, Ouffières est catégorisée commune rurale à habitat dispersé, selon la nouvelle grille communale de densité à 7 niveaux définie par l'Insee en 2022.
Elle est située hors unité urbaine. Par ailleurs la commune fait partie de l'aire d'attraction de Caen, dont elle est une commune de la couronne,. Cette aire, qui regroupe 296 communes, est catégorisée dans les aires de 200 000 à moins de 700 000 habitants,.

### Occupation des sols
L'occupation des sols de la commune, telle qu'elle ressort de la base de données européenne d’occupation biophysique des sols Corine Land Cover (CLC), est marquée par l'importance des territoires agricoles (91,3 % en 2018), une proportion identique à celle de 1990 (91,3 %). La répartition détaillée en 2018 est la suivante : 
prairies (46,8 %), terres arables (38,3 %), forêts (8,7 %), zones agricoles hétérogènes (6,3 %). L'évolution de l’occupation des sols de la commune et de ses infrastructures peut être observée sur les différentes représentations cartographiques du territoire : la carte de Cassini (XVIIIe siècle), la carte d'état-major (1820-1866) et les cartes ou photos aériennes de l'IGN pour la période actuelle (1950 à aujourd'hui).

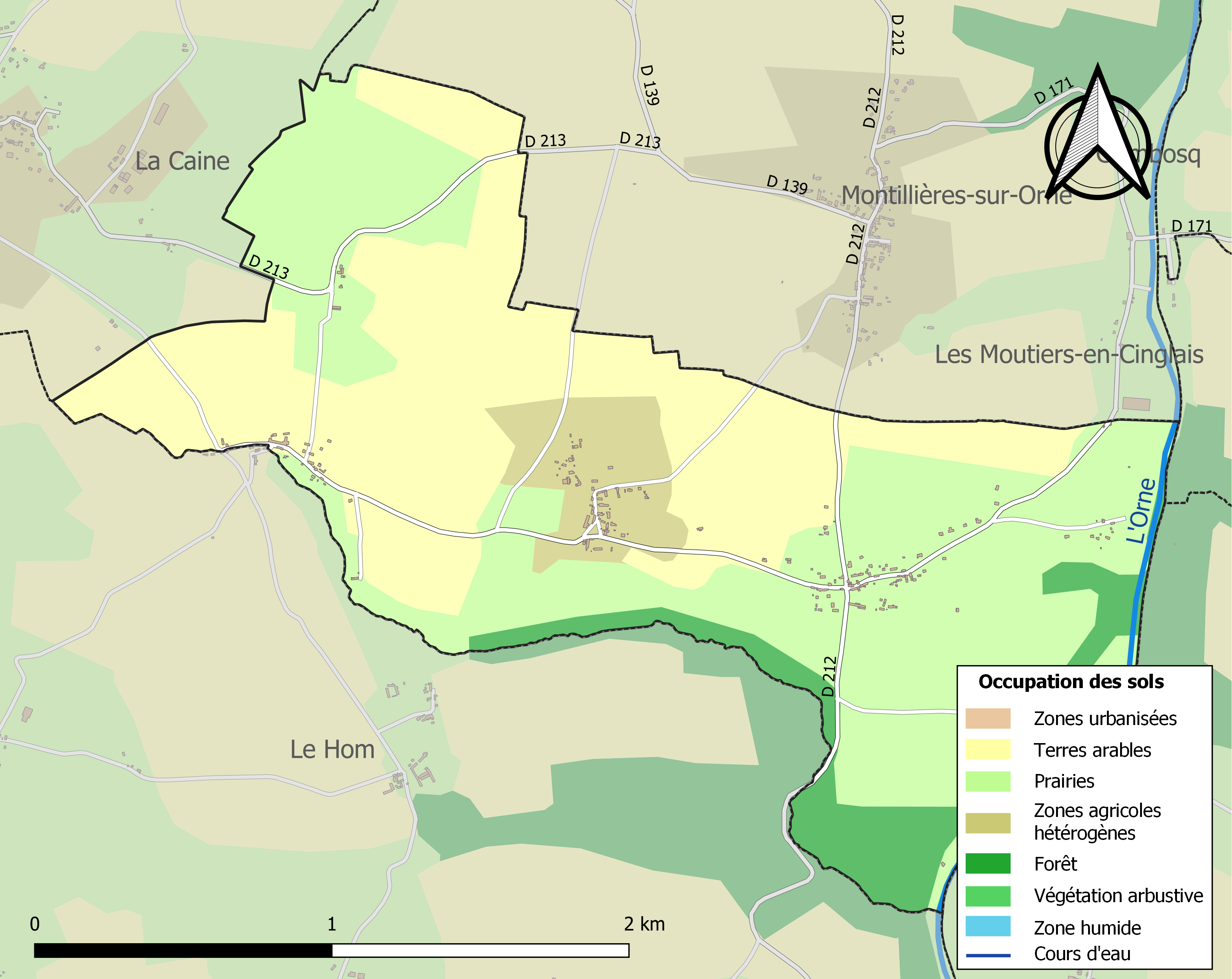
Carte des infrastructures et de l'occupation des sols de la commune en 2018 (CLC).

## Toponymie
Le nom de la localité est attesté sous la forme Offeriis en 1096 dans la charte d’union du prieuré Saint-Vigor, écrite par l’évêque de Bayeux.
L'origine du toponyme est obscure, Ouffières, ouve-fière, signifierait « passage de la rivière ».
Le gentilé est Ouffiérois.

## Histoire

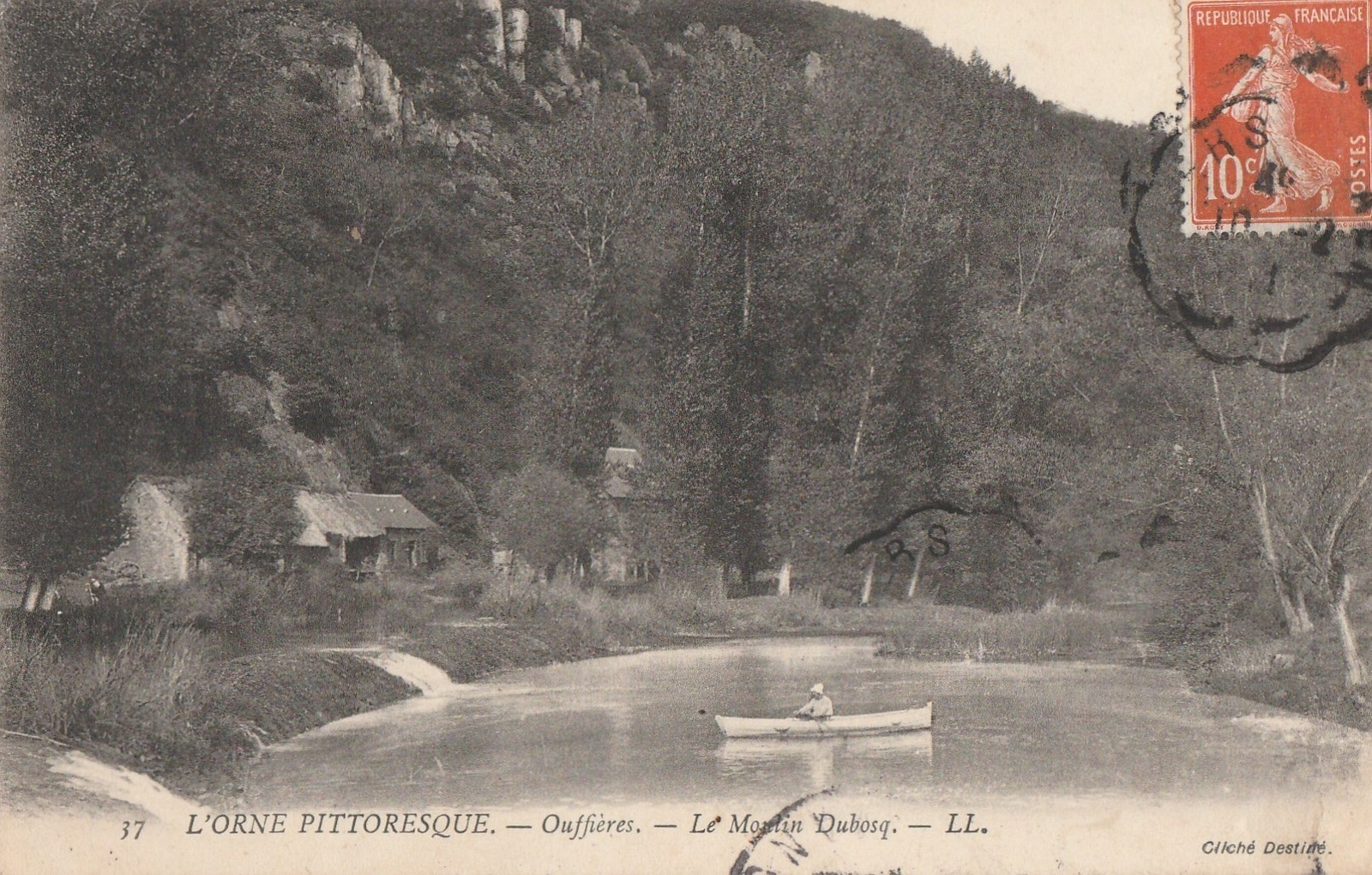
Carte postale d'Ouffières (1906).

### XIXesiècle
En juin 1861, suite à une demande du préfet du Calvados, le gouvernement a accordé des secours financiers à plusieurs communes de la région pour la restauration ou la réparation de leurs églises, presbytères et autres bâtiments religieux. Parmi ces communes, Ouffières a reçu 1 500 francs pour aider à la restauration de son église et la réparation de son presbytère[réf. à confirmer].

## Politique et administration
| Période                                  | Période   | Identité          | Étiquette | Qualité             |
| ---------------------------------------- | --------- | ----------------- | --------- | ------------------- |
| ?                                        | mars 2001 | André Podvin      |           |                     |
| mars 2001                                | mars 2008 | Louis Slaviero    |           |                     |
| mars 2008                                | mai 2020  | Serge Deschamps   |           | Employé de La Poste |
| mai 2020                                 | En cours  | Benoît Chedeville | SE        |                     |
| Les données manquantes sont à compléter. |           |                   |           |                     |

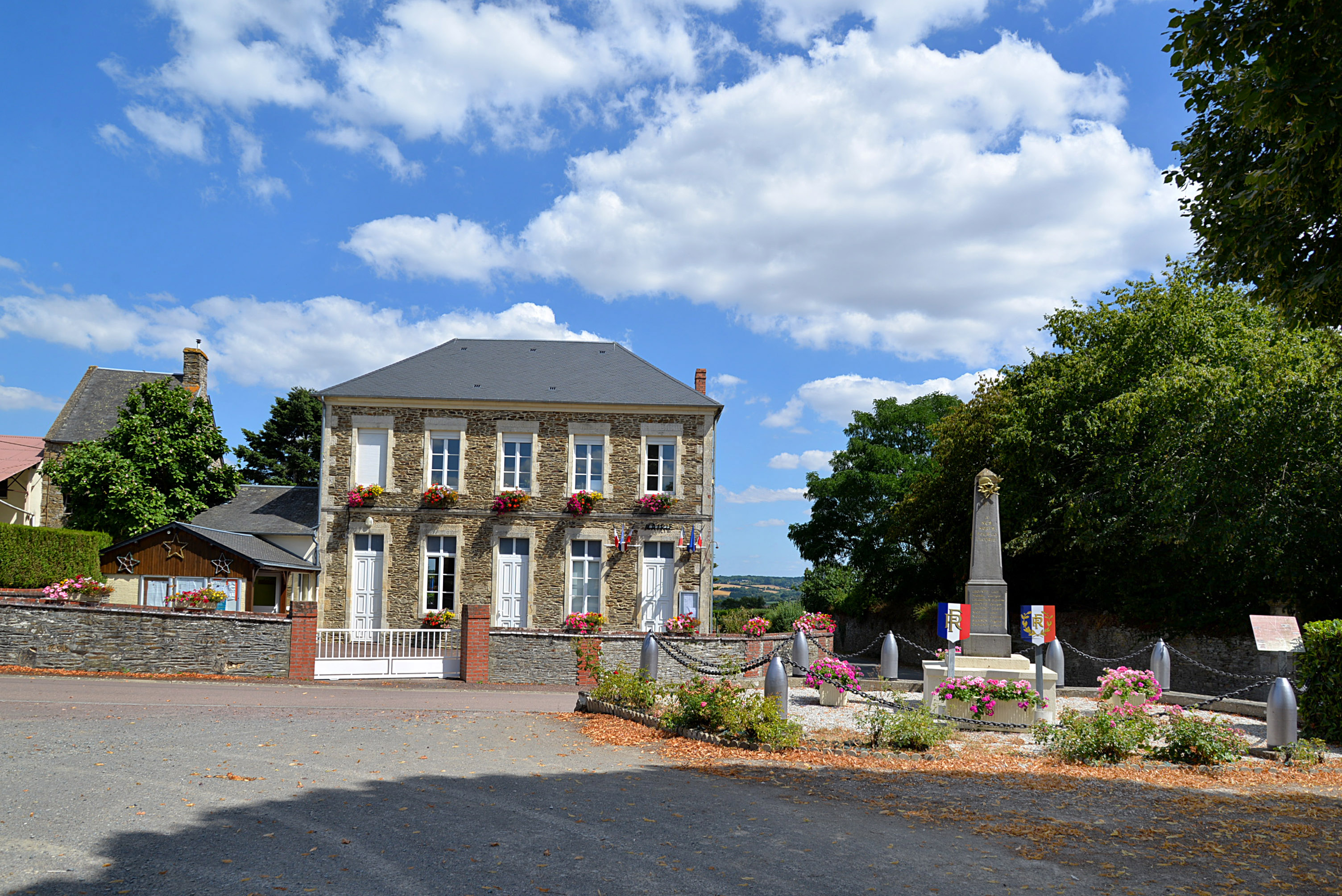
La mairie.

Le conseil municipal est composé de onze membres.

## Démographie
L'évolution du nombre d'habitants est connue à travers les recensements de la population effectués dans la commune depuis 1793. Pour les communes de moins de 10 000 habitants, une enquête de recensement portant sur toute la population est réalisée tous les cinq ans, les populations de référence des années intermédiaires étant quant à elles estimées par interpolation ou extrapolation. Pour la commune, le premier recensement exhaustif entrant dans le cadre du nouveau dispositif a été réalisé en 2008.
En 2022, la commune comptait 197 habitants, en évolution de +3,68 % par rapport à 2016 (Calvados : +1,58 %, France hors Mayotte : +2,11 %).
Ouffières a compté jusqu'à 374 habitants en 1831.
| 1793 | 1800 | 1806 | 1821 | 1831 | 1836 | 1841 | 1846 | 1851 |
| ---- | ---- | ---- | ---- | ---- | ---- | ---- | ---- | ---- |
| 334  | 251  | 327  | 356  | 374  | 368  | 336  | 338  | 325  |

| 1856 | 1861 | 1866 | 1872 | 1876 | 1881 | 1886 | 1891 | 1896 |
| ---- | ---- | ---- | ---- | ---- | ---- | ---- | ---- | ---- |
| 325  | 304  | 291  | 258  | 254  | 278  | 261  | 247  | 218  |

| 1901 | 1906 | 1911 | 1921 | 1926 | 1931 | 1936 | 1946 | 1954 |
| ---- | ---- | ---- | ---- | ---- | ---- | ---- | ---- | ---- |
| 202  | 203  | 181  | 143  | 151  | 133  | 138  | 129  | 121  |

| 1962 | 1968 | 1975 | 1982 | 1990 | 1999 | 2006 | 2008 | 2013 |
| ---- | ---- | ---- | ---- | ---- | ---- | ---- | ---- | ---- |
| 122  | 118  | 109  | 135  | 161  | 158  | 178  | 184  | 190  |

| 2018 | 2022 | - | - | - | - | - | - | - |
| ---- | ---- | - | - | - | - | - | - | - |
| 189  | 197  | - | - | - | - | - | - | - |

## Économie
Des hébergements sont proposés à la Ferme des Épis, domaine de sept hectares permettant des séjours insolites tels que roulottes, yourtes mongoles et chalets.

## Lieux et monuments
- Église Saint-Mathieu-et-Saint-Lô, dont Arcisse de Caumont évalue la nef et la tour du XVIe siècle et indique que le chœur a été refait quatre ans avant son passage, soit avant 1846[27].
- Château d'Ouffières, bâtiment principal construit au XVIIIe siècle sur le modèle des « maisons des champs », habité par les familles Alexandre de Boislaunay puis Féret du Longbois[28].

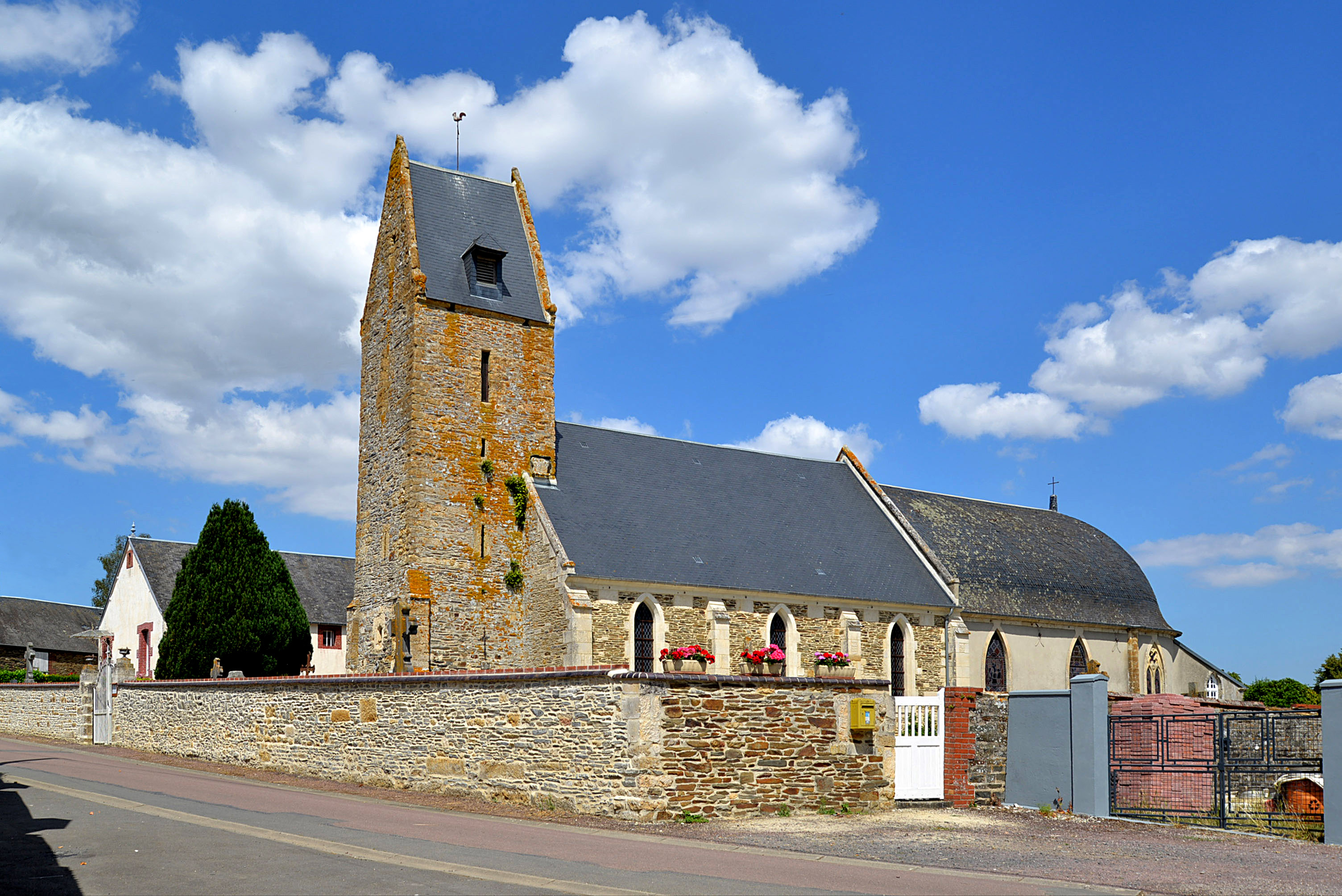
L’église Saint-Mathieu-et-Saint-Lô.
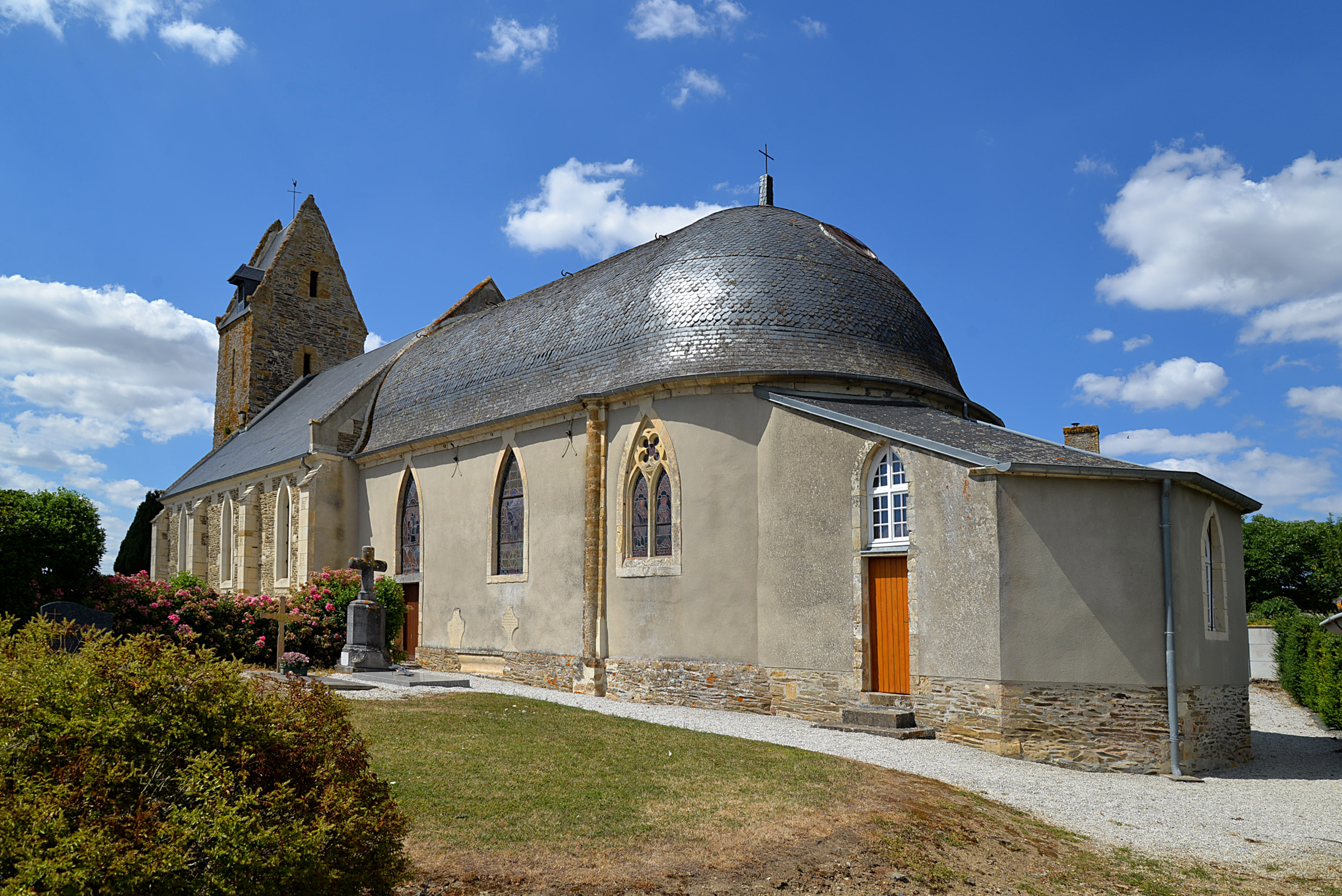
L’église Saint-Mathieu-et-Saint-Lô.
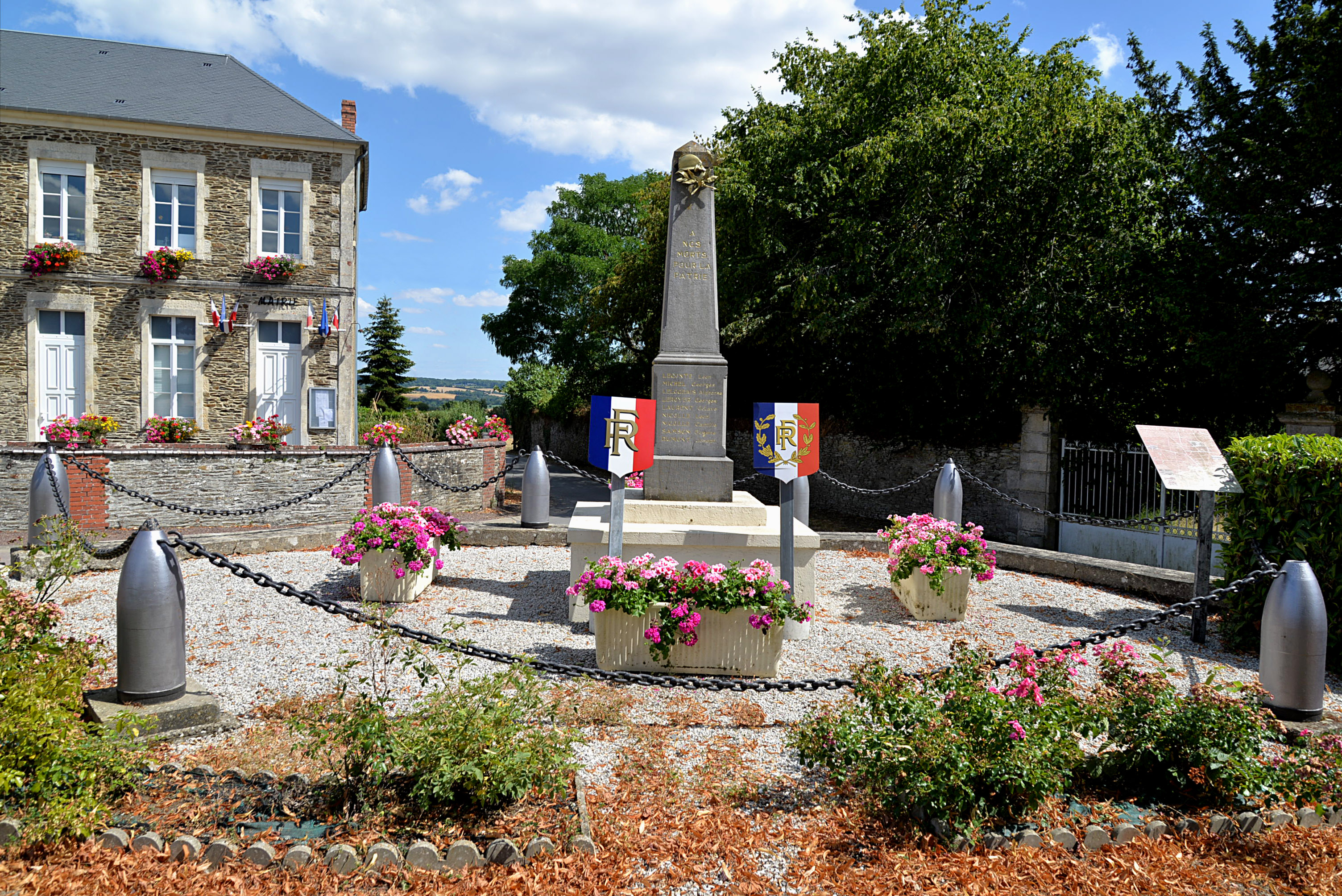
Le monument aux morts.
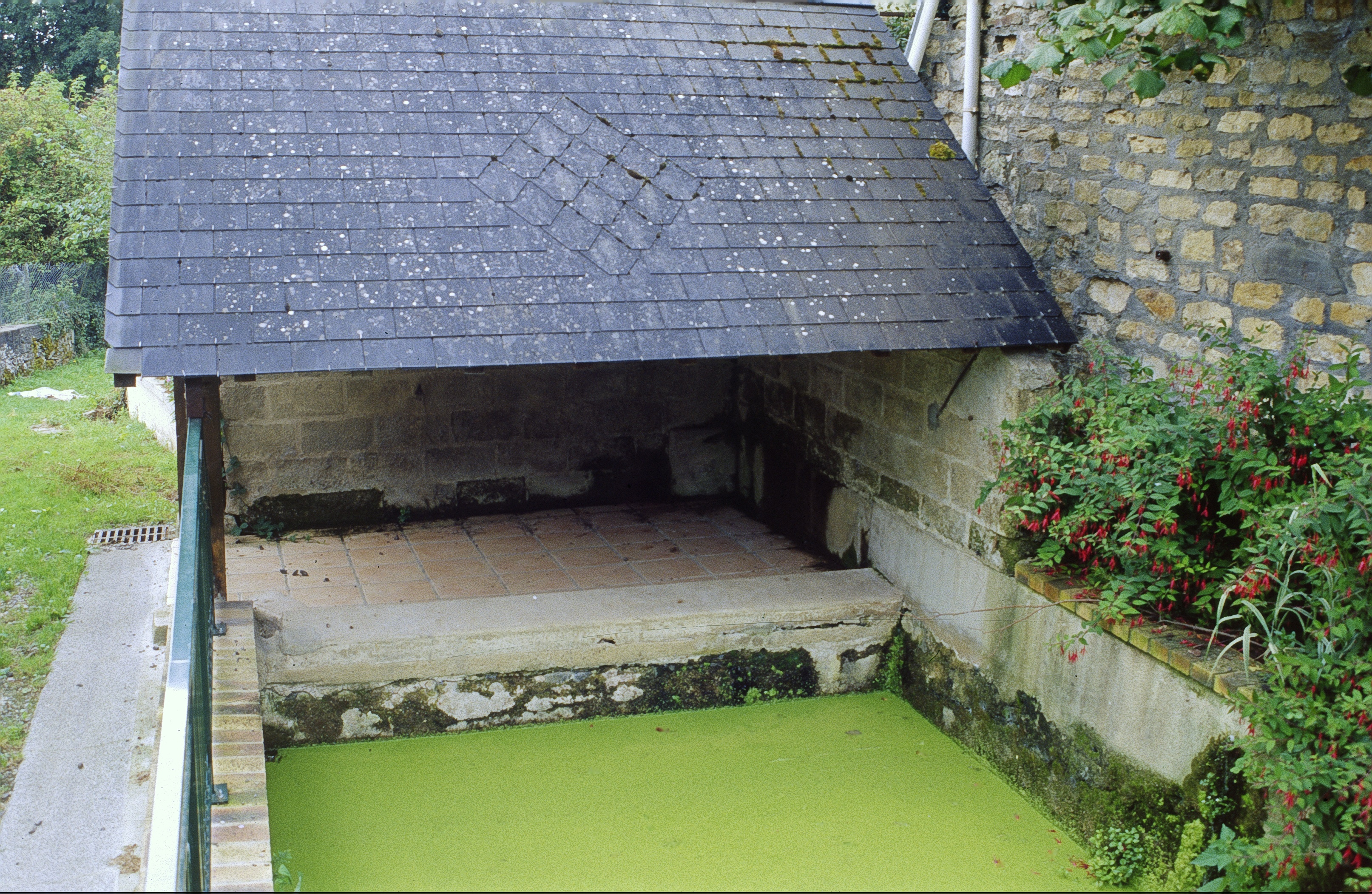
Le lavoir de Neumer.